# Liberian Observer
Le Liberian Observer, ou le Daily Observer, est un journal de presse écrite publié au Liberia. 
Basée à Monrovia, la société The Liberian Observer Corporation est fondée par M. et Mme Kenneth Best (en) en 1981. Journal indépendant, le Liberian Observer affirme que ses objectifs sont la sensibilisation du public à l'actualité et l'action du gouvernement.
Il est connu pour la publication d'articles ou de reportages parfois très controversés sur des événements d'actualité, officiels et autres sujets.

## Source de la traduction
- (en) Cet article est partiellement ou en totalité issu de l’article de Wikipédia en anglais intitulé « Liberian Observer » (voir la liste des auteurs).